# Amata pseudoextensa
Amata pseudoextensa là một loài bướm đêm thuộc phân họ Arctiinae, họ Erebidae.